# Korsholms vallar

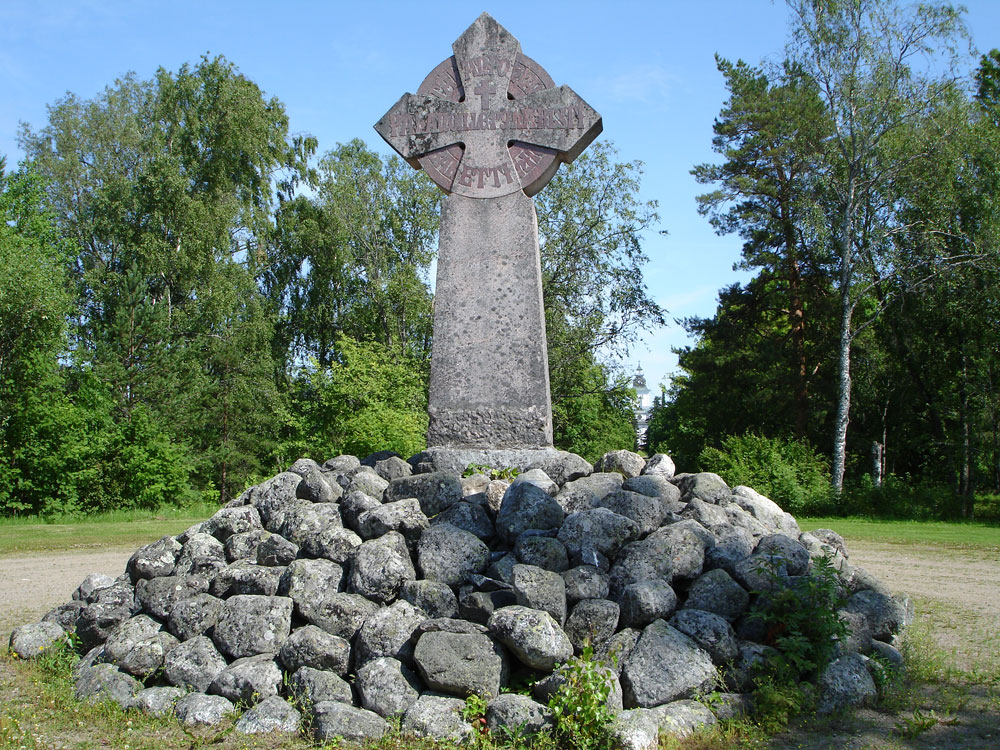
Minnesmärket på Korsholms vallar, som restes 1894 till minne av kristendomens införande i Österbotten. Det ritades av arkitekt Magnus Schjerfbeck. Enligt sägnen kom svenska korsfarare till Korsholms vallar, som de gjorde till bas för sin verksamhet.

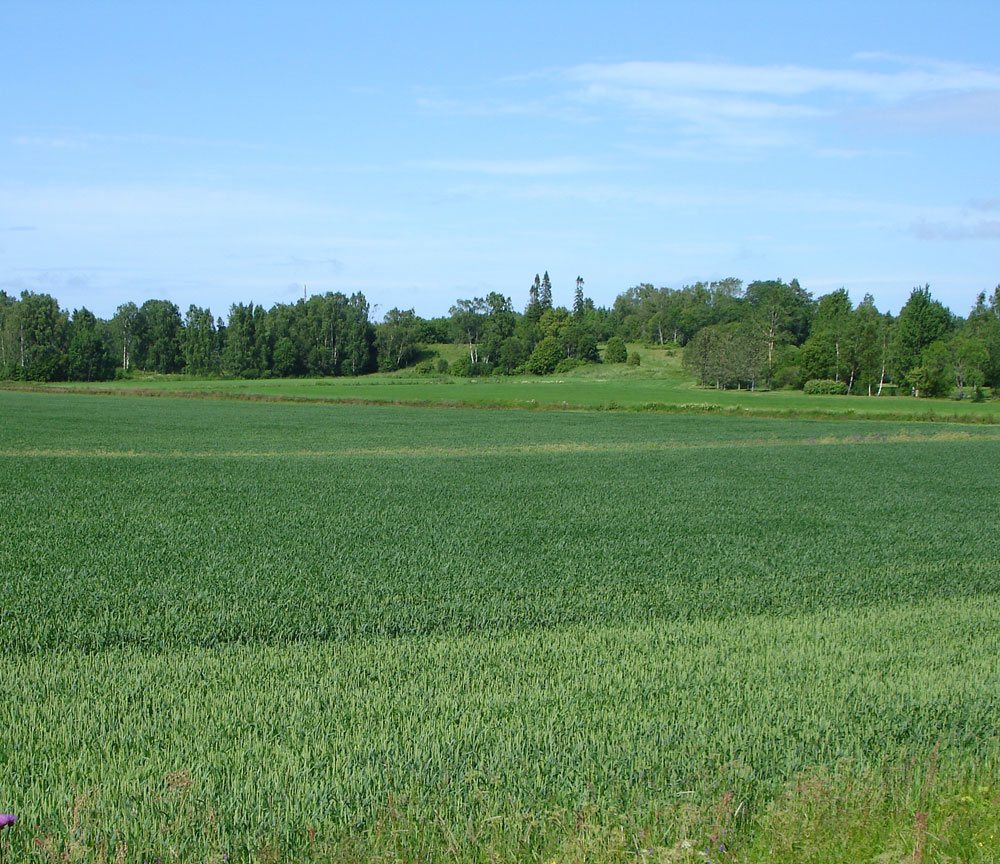
Korsholms vallar sett från södra sidan, det vill säga från Korsholms kungsgårds område. På andra sidan låg den historiska staden Vasas hjärta fram tills 1852.

Korsholms vallar (uttalas [Korshólm]) är en höjd utanför dagens Gamla Vasa, tidigare en del av Mustasaari socken, där Österbottens administrativa hjärta tidigare låg: Korsholms slott, Korsholms kungsgård, Oxenstiernska palatset och landshövdingens residens låg här under olika perioder från 1370-talet fram till 1752. I dag finns ett minnesmärke uppe på vallarna, och man kan fortfarande se delar av husgrunder där.
Mitt emot Korsholms vallar ligger idag Korsholms kyrka, som 1773 byggdes som Vasa hovrätt. Vallarna är en del Campus Kungsgården, där Yrkesakademin i Österbotten bedriver yrkesutbildning. Området ägs av samkommunen Svenska Österbottens förbund för utbildning och kultur.

## Geologi
Korsholms vallar är delar av en bruten rullstensås med sträckningen Jungsund – Karperöfjärden – Gamla Vasa. Till största delen består höjden av morän som inlandsisen har lämnat här vid slutet av senaste istid. Äldre historiker ansåg att vallarna var "uppkastade", det vill säga ditforslade av människor, som en del av befästningsverken kring Korsholms slott, men några sådana spår har man inte hittat i de markborrningar som gjordes på Korsholms vallar 2002.
Då Korsholms slott anlades på 1370-talet var Korsholms vallar en ö. På grund av landhöjningen växte dock vallarna ihop med fastlandet redan under 1400-talet, och låg så pass långt från kustlinjen att slottet hade förlorat sin militära betydelse vid 1500-talets början. Längs sidorna av Korsholms vallar kan man fortfarande se spår av dessa äldre skeenden i form av geologiska strandlager. Strängar av knytnävsstora strandstenar, som medeltida vågor har slipat runda, syns tydligt.

## Arkeologi
De enda arkeologiska utgrävningar som har gjorts på Korsholms vallar genomfördes av statsarkeolog J. R. Aspelin under 1800-talets sista år. Tyvärr förstördes dock de intressantaste kulturhistoriska jordlagren redan 1851, då Korsholms vallar sänktes med 2–3 meter genom att toppen schaktades bort till okänd plats. Detta är orsaken till att Korsholms vallar i dag har en bred, flat topp. Vasa läns dåvarande guvernör Berndt Federley hade då bestämt att det nya guvernörsresidenset skulle byggas på samma plats som landshövdingsresidenset låg under svenska tiden, det vill säga uppe på vallarna. Vallarna sänktes som ett första steg i byggarbetet. År 1852 brann dock Vasa stad, staden flyttades sju kilometer till Klementsö och planerna på residensbygge på Korsholms vallar övergavs.

## Minnesmärket
Uppe på Korsholms vallar står numera ett granitkors. Det avtäcktes den 19 juni 1894 vid Folkupplysningssällskapets VII sång- och musikfest, som arrangerades i Vasa detta år. 
Upptakten till att minnesmärket restes kan spåras till 1875, då järnvägsbolaget byggde ut järnvägsnätet till hamnen på Vasklot och anhöll om att få använda hela Korsholms vallar som fyllnadsmaterial i den järnvägsbank som byggdes. Bland annat Finska fornminnesföreningen motsatte sig planerna och arbetade för att Korsholms vallar skulle bevaras. I slutet av 1800-talet skulle den ryska administrationen inte ha godtagit skydd om man hänvisat till att området varit administrativt centrum under svenska tiden, så man valde att i stället hänvisa till lokala sägner om att kristendomen införandes via Korsholms vallar.
Minnesmärket planerades av arkitekt Magnus Schjerfbeck på uppdrag av Arkeologiska kommissionen, och var ett led i arbetet med att skydda vallarna. Texten på granitkorset lyder "Här restes Kristi kors i hednisk nord", "Tähän Pohjan pakanoille pyhä risti rakettihin (sic!)" och den planerades av Zacharias Topelius. I samband med invigningen uruppfördes Armas Järnefelts symfoniska dikt "Korsholm" i Korsholms kyrka. Sedan gick sångfestdeltagarna med fanor och orkester upp på vallarna, där tal mycket forsterländska tal hölls av C. G. Estlander och J. R. Aspelin. Talen publicerades också i lokala dagstidningar.

## Sägner om Korsholms vallar
Enligt folklig tradition stod det ett stort kors upp på Korsholms vallar på medeltiden, som hade rests av korsfarare – en del äldre historiker menade att de var en del av det andra korståget till Finland.
Namnet Korsholm skall ha uppkommit på följande sätt. På den tiden, då vattnet stod så högt, att kullen bara var en holme, hade ett fartyg förlorat[s] i närheten, men besättningen räddade sig på holmen. Till minne av sin räddning uppreste de där på holmen ett kors, varigenom namnet Korsholm uppkom. 
Då svenskarna först kommo till Vasa seglade de upp till Korsholms vallar, där de anlade en fästning. Hedningarna skulle ha besegrat dem, om de inte skickat efter mera manskap till Sverige. Sedan togo de ihop med finnarna. Slaget stod på Laihela ängar mellan Karpmo (sic!) by i Mustasaari och Laihela. Till slaget hade finnar samlat sig från alla håll, såsom från Laihela, Ilmola och Kyro. De voro nära att vinna, men blevo till slut slagna.
Det finns dock inga historiska belägg för de här uppfattningarna. Däremot vet man att ett stort träkors fanns på Korholms vallar år 1649 då borgarna fick order av landshövding Hans Kyle om att ta ner det.
Det är också "allmänt känt" att det går tunnlar till Korsholms vallar. En del berättar att tunnlarna gick mellan den dåtida Sankta Maria kyrka, dagens Gamla Vasa ruiner, andra menar att de gick till dagens Korsholms kyrka, dåvarande hovrätten. Områdets gårdskarlar avvisar dock bestämt att det skulle kunna finnas några tunnlar från vallarna. Däremot finns det valv och ventilationsschakt under gamla kyrkoområdet.